# Ordynariat Polowy Wielkiej Brytanii
Ordynariat Polowy Wielkiej Brytanii (ang. Bishopric of the Forces) – rzymskokatolicki ordynariat polowy zapewniający opiekę duszpasterską wiernym tego wyznania służącym w siłach zbrojnych Wielkiej Brytanii oraz ich rodzinom. Został ustanowiony 21 listopada 1953. Rolę katedry polowej pełni katedra św. Michała i św. Jerzego w Aldershot, zaś kuria ordynariatu znajduje się w pobliskim Farnborough.
Do 2002 ordynariuszem był bp Francis Walmsley (zm. 2017).